# Guillaume le Vinier
Guillaume le Vinier (v. 1190 à Arras - 1245) est un trouvère de l'Artois.

## Biographie
Issu d'une famille bourgeoise d'Arras, il est le fils de Philippe le Vinier et Alent.  Son frère plus jeune, Gilles le Vinier, se distingue aussi comme trouvère et les deux collaborent à l'occasion.  Quoique marié, Guillaume le Vinier fait partie du clergé et démontre une grande facilité poétique en compagnie des autres poètes du cercle d'Arras durant la première moitié du XIIIe siècle.  Parmi ses collègues et collaborateurs, il faut compter Colart le Boutellier, Adam de Givenchi, Jehan Erart, Andrieu Contredit d'Arras, Moniot d'Arras, Thomas Herier et le comte Thibaut IV de Champagne (roi de Navarre de 1234 à 1253).

## Œuvres
Au moins vingt manuscrits conservent des versions de trente-cinq morceaux divers.  Poète prolifique, amateur de romances et chansons, Guillaume le Vinier a touché à toutes les formes de la versification pratiquée par les trouvères, dont les chansons d'amour (avec ou sans refrain), les jeux-partis, les pastourelles, un lai, un descort (ou acort), une « chanson de mal mariée » et une ballade.  Il a signé des chansons pieuses (dédiées à la Vierge) et même un dialogue avec un rossignol.  Ses poèmes se laissent dater grâce à un hommage rendu de son vivant par Gerbert de Montreuil, qui cite la quatrième strophe du poème En tous tans se doit fins cuers esjoïr dans le Roman de la violette, qui daterait de 1225.  Sa langue est littéraire, mais les rimes choisies révèlent l'influence du picard, tandis que le style imagé se distingue moins par la passion que par ses réflexions sereines.

## Liste des ouvrages
Pièces individuelles
- Amour grassi, si me lo de l'outrage (dédié à Thomas de Castel)
- Amours, vostre sers et vostre hon
- Bien doit chanter la cui chancon set plaire (dédié à Gilles le Vinier)
- Chancon envoisie
- Dame des cieus
- De bien amer croist sens et courtoisie
- Encor n'est raisons
- En mi mai, quant s'est la saisons partie
- En tous tans se doit fins cuers esjoïr
- Espris d'ire et d'amour
- Flour ne glaise ne vois autaine
- Glorieuse virge pucele
- Ire d'amours et doutance
- Je me chevauchai pensis
- La flor d'iver sous la branche
- Le premier jour de mai
- Li rossignolés avrillous
- Mout a mon cuer esjoi
- Quant ces moissons sont faillies
- Quant glace et nois et froidure s'esloigne
- Qui que voie en amour faindre (dédié à un « chastelain », sans doute Huon, châtelain d'Arras de 1210 à 1226)[3]
- Remembrance d'amour me fait chanter
- Se chans ne descors ne lais
- S'onques chanters m'eust aidie
- Tels fois chante li jouglere (dédié à Jehan Bretel)
- Voloirs de faire chanson

Jeux-partis
- Amis Guillaume, ainc si sage ne vi
  - avec Adam de Givenchi
- Frere, ki fait mieus a proisier
  - avec Gilles le Vinier
- Guillaume le Viniers, amis
  - avec Andrieu Contredit
- Guillaume, trop est perdus
  - avec Colart le Boutellier
- Moines, ne vous anuit pas
  - peut-être avec Moniot d'Arras
- Sire frere, fetes m'un jugement
  - avec Gilles le Vinier
- Sire, ne me celés mie
  - peut-être avec le roi de Navarre
- Thomas, je vous vueil demander
  - peut-être avec Thomas Herier